# Sd.Kfz. 9
Бронетранспортер Sd.Kfz. 9 (нім. Sonder-Kraftfahrzeug 9) був важким напівгусеничним транспортером Вермахту періоду Другої світової війни. Цей найважчий транспортер використовували для транспортування важкої артилерії, танків, як евакуатор пошкоджених бойових машин. До 2500 транспортерів трьох основних модифікацій використовували до завершення війни.

## Історія

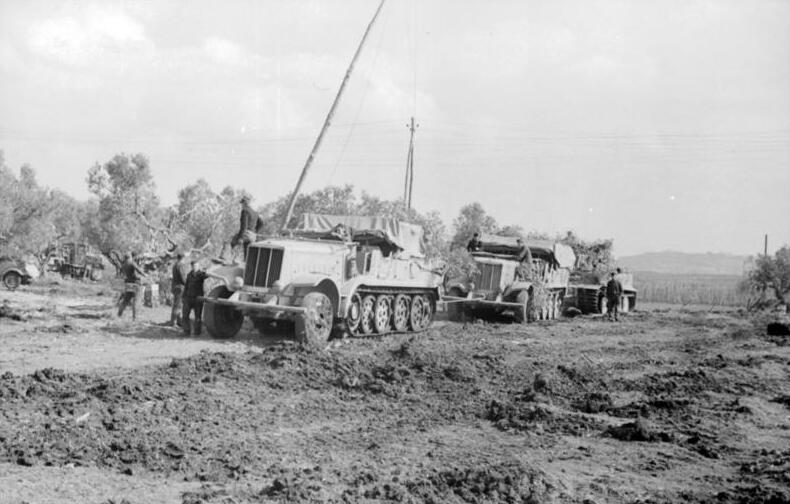
Буксирування танку в Італії. Березень 1944

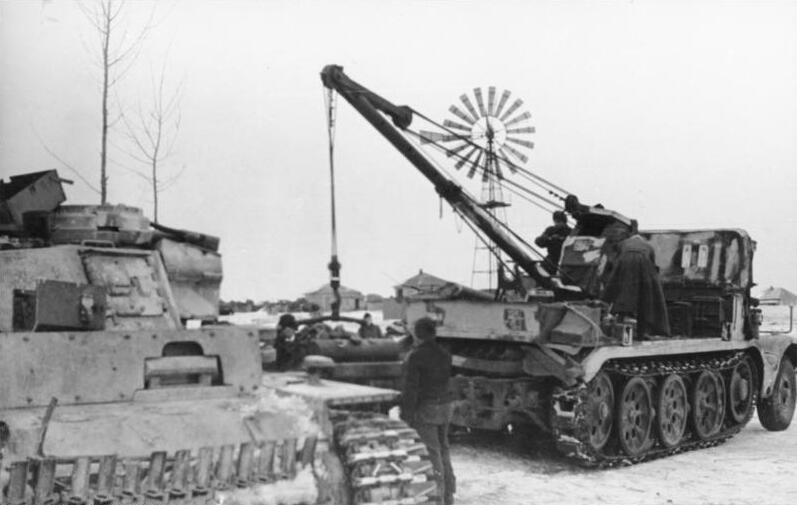
Встановлення двигуна на танк Т-ІІІ. Січень 1943

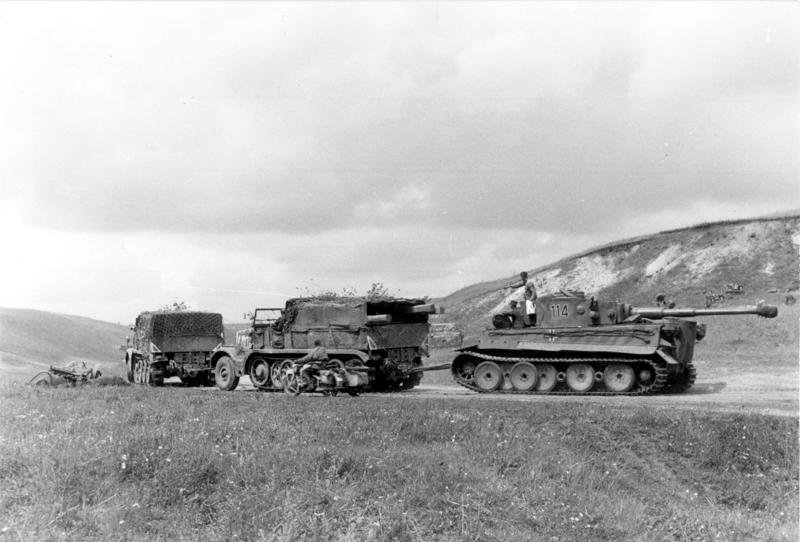
Буксирування танку «Тигр». Червень 1943

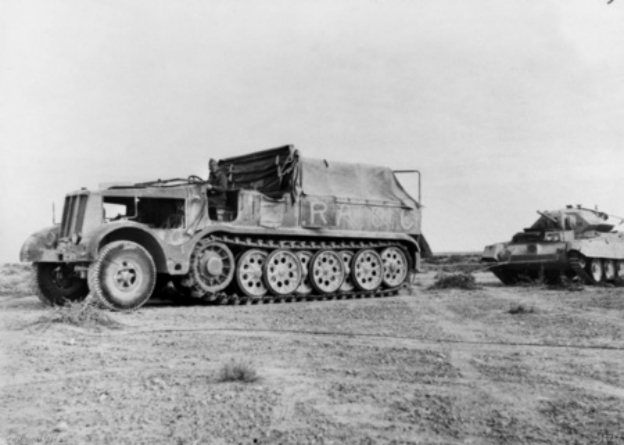
Транспортер у Північній Африці. Березень 1942

18-тонний транспортер розробили на заводі FAMO (нім. Fahrzeug- und Motoren-Werke GmbH) у Бреслау (Вроцлав) відповідно до військового замовлення (1936). З 1939 розпочався серійний випуск транспортерів, що могли перевозити 2,62 т вантажу, буксирувати до 28 т, а під час війни їх випускали до 1944 також на заводах VOMAG (нім. Vogtländische Maschinenfabrik AG) у саксонському місті Плауен, Tatra у чеському місті Копршивнице (нім. Nesselsdorf). З початком війни транспортер отримав панцирні листи навколо моторного відділення, кабіни і використовувався для траспортування гармат 88-мм зенітна гармата FlaK 18/36/37/41 протиповітряної оборони, 150 мм і 240 мм гаубиць важкої артилерії. У кабіні з відкидним брезентовим дахом були два ряди сидінь для водія і його помічника, екіпажу техніки, яку буксирували.
У танкових частинах на транспортер Sd.Kfz. 9/1 встановлювали 6-тонний підйомний кран, бульдозерні лопати, на транспортер Sd.Kfz. 9/2 встановлювали 10-тонний кран з бензиново-електричним приводом. Транспортер міг буксирувати танк PzKpfw IV. Від двох до п'яти транспортерів залучали для буксирування важких танків PzKpfw VI «Тигр», PzKpfw V «Пантера», PzKpfw VI «Тигр ІІ». Більш легку техніку перевозили на причепах Sd.Anh 116. На 15 транспортерах Sd.Kfz. 9 встановили 88-мм зенітні гармати і використовували у піхотних частинах як винищувачі танків.